# Harry Söderman
Harry Söderman (Revolver-Harry), född 24 augusti 1902 i Hedvig Eleonora församling i Stockholm, död 16 mars 1956 i Tanger, Marocko, var en svensk ingenjör, filosofie doktor, ämbetsman och kriminaltekniker. Han var föreståndare och överdirektör för Statens Kriminaltekniska Anstalt (SKA) 1939–1953, och var även med och byggde upp en norsk poliskår i Sverige under senare delen av andra världskriget.

## Biografi

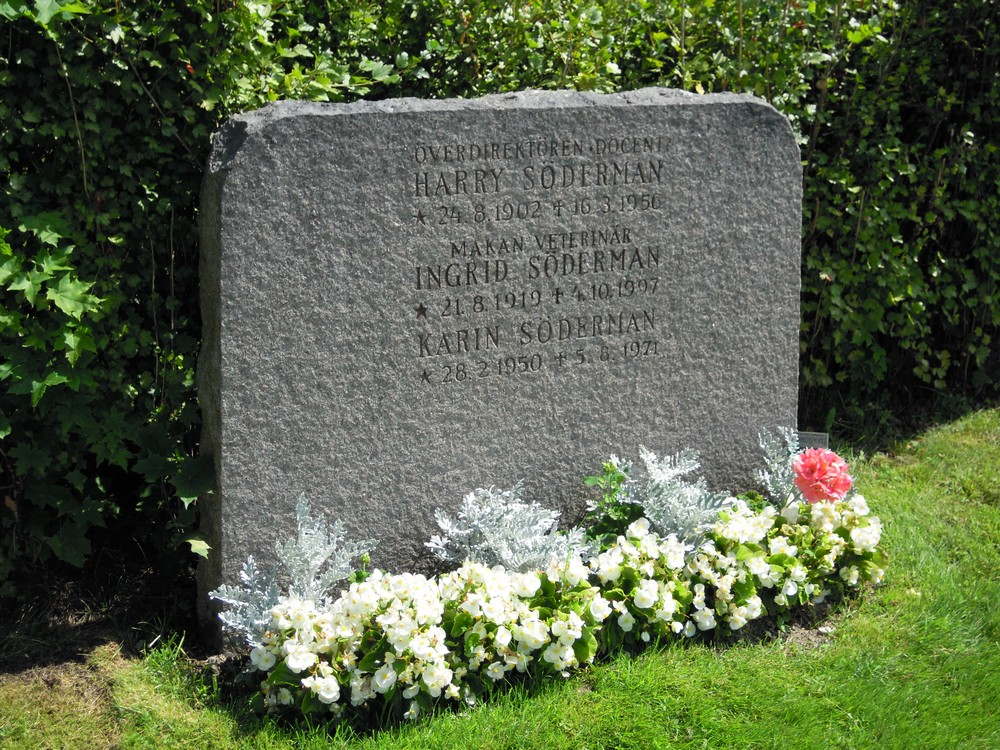
Gravplatsen på Turinge kyrkogård.

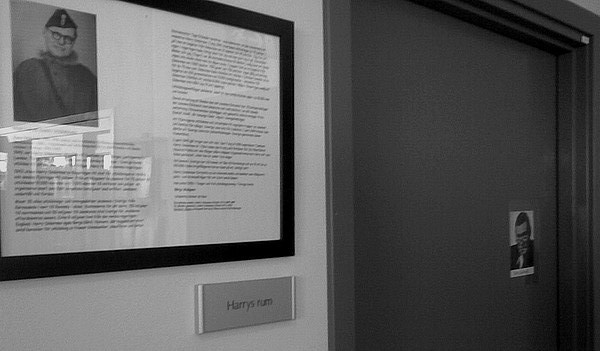
Harry Södermans minnes- och grupprum på Nykvarns bibliotek skapades 2006.

Harry Södermans far var kronofogden i Jämtlands östra fögderi Pehr Söderman (1852–1914), som ursprungligen kom från Undersviks socken i Hälsingland. Modern Karolina (Karin) Sahlin (1872–1962) kom från Lillsjöhögen i Jämtland. Familjen var vid tiden för hans födelse bosatt i Östersund, men fadern ordnade så att födseln skedde i Stockholm där den bästa förlossningsvården fanns. Familjen flyttade sedan till Brunflo och därefter till Kälarne, där syskonen föddes. När Harry Söderman började i Östersunds högre allmänna läroverk hade familjen återflyttat till Östersund efter faderns död.
Som ung cyklade han från Sverige hela vägen till Turkiet, för att sedan fortsätta rundresan i Mellanöstern till bland annat Syrien och Irak. Under färden, som varade i nästan två år, skickade han resereportage till svenska tidningar.
Söderman utbildade sig under 1920-talet till kemist i Malmö och Altenburg i Tyskland, där han avlade civilingenjörsexamen år 1924. Från 1926 fick han möjlighet att studera kriminalteknik för den framstående franske kriminalteknikern Edmond Locard vid Lyons universitet, och där avlade han doktorsexamen år 1928 med en avhandling i ballistik i vilken han beskrev metoden för att identifiera vilket vapen en kula avfyrats från.
Han blev docent i kriminalteknik vid Stockholms universitet år 1930. Han reste också till USA för att ta del av de senaste rönen inom kriminaltekniken, och var chef för staden New Yorks polislaboratorium under året 1934. Han var redaktör för Nordisk kriminalteknisk tidskrift från 1931, och generalsekreterare i Internationella akademin för kriminalvetenskaper från 1938. Efter New York var han undervisare vid den Brittiska polishögskolan i Hendon. 1939 blev han utsedd till chef för den nystartade Statens Kriminaltekniska Anstalt (SKA), föregångaren till Statens Kriminaltekniska Laboratorium (SKL), som han ledde fram till 1953. 1937 blev Astrid Lindgren anställd som hans sekreterare.

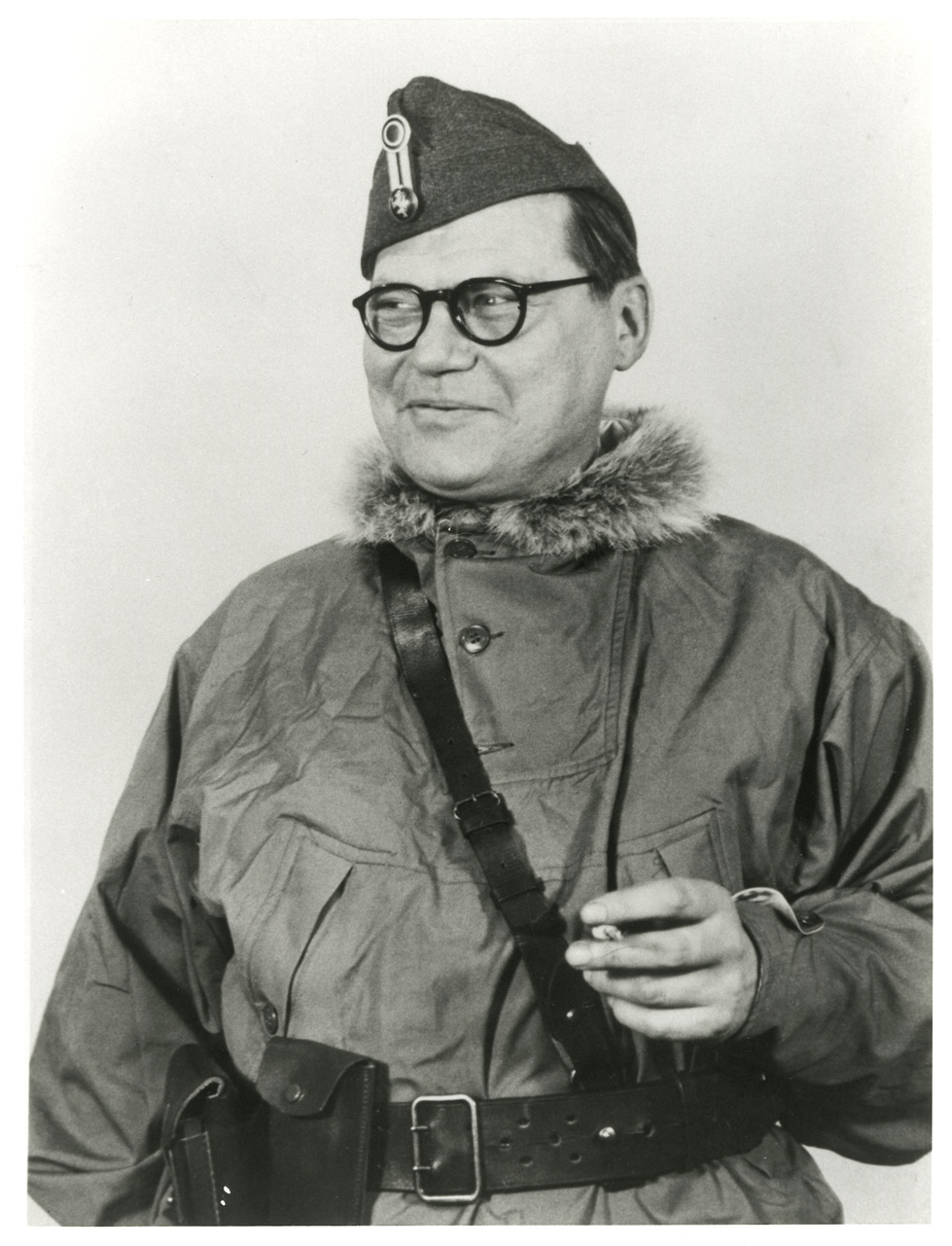
Harry Söderman i vinteruniform 1944.

Under andra världskriget fick Harry Söderman 1942 uppdraget att i hemlighet sätta upp en norsk polisstyrka baserad på norrmän som flytt till Sverige på grund av den tyska ockupationen av Norge. I takt med att krigsläget förbättrades för de allierade blev utbildningen mer militärt inriktad. En styrka med danskar sattes också upp. Totalt utbildades 15 000 norrmän och 3 000 danskar. I krigets slutskede i maj 1945 befann sig Harry Söderman i Oslo för att förhandla om frigivning av norska fångar, särskilt de som var internerade på Grini. Han deltog i Oslos befrielse vid Tysklands kapitulation.
Efter kriget fortsatte han att arbeta internationellt i Interpol. Han bistod bland annat den västtyska polisen i dess återuppbyggnadsarbete efter andra världskriget. 
Han avled 1956 av en hjärtattack under ett uppdrag i den nordafrikanska staden Tanger, och är begravd på kyrkogården vid Turinge kyrka utanför Nykvarn, nära sitt dåvarande hem på Berga gård.
I Norge räknas han som en av motståndshjältarna, och polistruppernas veteranförening har årligen rest till Turinge för att lägga ner en krans på hans grav. I Furudal norr om Rättvik finns sedan 1994 en byst till hans minne, 2006 invigdes en byst av honom på Voksenåsen i Oslo, och i Nora har man uppkallat ett torg efter honom.
Harry Söderman gifte sig 1932 med Kerstin Nobell (1899–1969), dotter till disponenten Årad Nobell och Gen Pettersson samt omgift Eckhardt. År 1934 gifte han sig med Barbro Dahlin (1911–1993), omgift Olsén, och fick sonen Pehr (1936–1998). Sista gången gifte han sig 1945 med veterinären Ingrid Beckman (1919–1997) och fick barnen Erik (född 1946), Karin (1950–1971), Michael (född 1953) och Charlotte (född 1955).

## Utmärkelser
- Riddare av Nordstjärneorden
- Riddare av belgiska Kronorden
- Riddare av Dannebrogorden
- Riddare av 1. klassen av Finlands Vita Ros orden
- Mottagare av norska St. Olavsmedaljen med ekgren [18]